# ديفيد نوجتون
ديفيد نوجتون (بالإنجليزية: David Naughton) هو ممثل أمريكي، ولد في 13 فبراير 1951 في الولايات المتحدة.

## أعمال

### أفلام
- (1981) مستذئب أمريكي في لندن
- (1986) ذا بوي ان بلو

### مسلسلات
- جاغ

## وصلات خارجية
- ديفيد نوجتون على موقع IMDb (الإنجليزية)
- ديفيد نوجتون على موقع ألو سيني (الفرنسية)
- ديفيد نوجتون على موقع ميوزك برينز (الإنجليزية)
- ديفيد نوجتون على موقع تيرنر كلاسيك موفيز (الإنجليزية)
- ديفيد نوجتون على موقع أول موفي (الإنجليزية)
- ديفيد نوجتون على موقع قاعدة بيانات برودواي على الإنترنت (الإنجليزية)
- ديفيد نوجتون على موقع قاعدة بيانات الأفلام السويدية (السويدية)
- ديفيد نوجتون على موقع إن إن دي بي (الإنجليزية)
- ديفيد نوجتون على موقع أول ميوزيك (الإنجليزية)
- ديفيد نوجتون على موقع ديسكوغز (الإنجليزية)